# سام فليتشير (مغني)
سام فليتشير (بالإنجليزية: Sam Fletcher)‏ هو مغني أمريكي، ولد في 15 يناير 1933.